# Coptaspis
Coptaspis is een geslacht van rechtvleugeligen uit de familie sabelsprinkhanen (Tettigoniidae). De wetenschappelijke naam van dit geslacht is voor het eerst geldig gepubliceerd in 1891 door Redtenbacher.

## Soorten
Het geslacht Coptaspis omvat de volgende soorten:
- Coptaspis brevipennis Redtenbacher, 1891
- Coptaspis crassinervosa Redtenbacher, 1891
- Coptaspis elegans Willemse, 1966
- Coptaspis lateralis Erichson, 1842